# Якубов, Александер
Александер Якубов (чеш. Alexander Jakubov; 11 января 1991, Прага, Чехия) — чешский футболист, нападающий клуба «Селье и Белло».

## Карьера
Профессиональную карьеру начал в словацком клубе «Сеница», где находился в аренде из пражской «Спарты». В 2014 покинул «Спарту» и подписал контракт с клубом ФНЛ «Граффин Влашим». 12 января 2015 перешёл в клуб немецкой Регионаллиги «Будисса», где уже выступал его брат. Летом 2016 года вернулся в Чехию, где стал игроком клуба ФНЛ «Варнсдорф». В 14 матчах лиги забил 10 голов, после чего перешёл в «Баник Острава». По итогам сезона вышел с командой в Высшую лигу.

## Семья
Брат Якуб Якубов (р. 1989) также стал футболистом, выступает на позиции вратаря за «Кемницер». В 2013 году сыграл 4 матча за «Спартак Трнава» чемпионате Словакии.